# Locomotiva Thomas și prietenii săi - Sezonul 3
Locomotiva Thomas și prietenii săi este o serie de televiziune bazată pe Seria Căilor Ferate scrisă de Wilbert Awdry, în care ne este prezentată viața unui grup de locomotive și vehicule cu trăsături umane, ce trăiesc pe Insula Sodor.
Acest articol se referă la Sezonul 3. A fost produs în anul 1991-1992 de Britt Allcroft și David Mitton.

## Difuzare în România
Acest sezon a fost difuzat pe postul TV JimJam, in mai 2008

## Sezonul 3
| #  | #  | Titlu Originial                            | Titlu Română                           |
| -- | -- | ------------------------------------------ | -------------------------------------- |
| 53 | 1  | A Scarf for Percy                          | Un Fular Pentru Percy                  |
| 54 | 2  | Percy's Promise                            | Promisiunea lui Percy                  |
| 55 | 3  | Time For Trouble                           | Timpul Pentru Probleme                 |
| 56 | 4  | Gordon and the Famous Visitor              | Gordon și Vizitatorul Faimos           |
| 57 | 5  | Donald's Duck                              | Rățușca lui Donald                     |
| 58 | 6  | Thomas Gets Bumped                         | Thomas este Lovit                      |
| 59 | 7  | Thomas, Percy and the Dragon               | Thomas, Percy și Dragonul              |
| 60 | 8  | Diesel Does it Again                       | Diesel O Face Din Nou                  |
| 61 | 9  | Henry's Forest                             | Pădurea lui Henry                      |
| 62 | 10 | The Trouble with Mud                       | Probleme cu Noroiul                    |
| 63 | 11 | No Joke for James                          | Fără Glume cu James                    |
| 64 | 12 | Thomas, Percy and the Post Train           | Thomas, Percy și Trenul Poștal         |
| 65 | 13 | Trust Thomas                               | Să Aveți Încredere în Thomas           |
| 66 | 14 | Mavis                                      | Mavis                                  |
| 67 | 15 | Toby's Tightrope                           | Sârma lui Toby                         |
| 68 | 16 | Edward, Trevor and the Really Useful Party | Edward, Trevor și Petrecerea           |
| 69 | 17 | Buzz, Buzz                                 | Bâzz, Bâzz                             |
| 70 | 18 | All at Sea                                 | Cu Toții la Mare                       |
| 71 | 19 | One Good Turn                              | O Întoarcere Bună                      |
| 72 | 20 | Tender Engines                             | Locomotive Tender                      |
| 73 | 21 | Escape                                     | Evadarea                               |
| 74 | 22 | Oliver Owns Up                             | Oliver își Primește Răsplata           |
| 75 | 23 | Bulgy                                      | Bulgy                                  |
| 76 | 24 | Heroes                                     | Eroii                                  |
| 77 | 25 | Percy, James and the Fruitful Day          | Percy, James și Ziua lor Rodnică       |
| 78 | 26 | Thomas and Percy's Christmas Adventure     | Thomas, Percy și Pedrecerea de Crăcuin |